# Govi-Verlag
Das Govi-Medienprogramm ist ein Imprint der Avoxa Mediengruppe. Ziel der Verlagstätigkeit ist es, ein an der Praxis orientiertes Angebot von Fachinformationen zur Verfügung zu stellen, das Apotheken benötigen, um ihren Versorgungsauftrag vollständig zu erfüllen und wirtschaftlich erfolgreich im Gesundheitsmarkt zu agieren.

## Verlagsprogramm
Das Govi-Medienangebot ist auf Pharmazie und angrenzende Naturwissenschaften spezialisiert. Es umfasst Lehr- und Arbeitsbücher für das Pharmazie-Studium und die PTA-Ausbildung, Fachbücher zu pharmazeutischen Beratungsthemen, Loseblattwerke, Software, Onlinedatenbanken und Dokumentationsmaterialien zur Apothekenpraxis. Unter der Reihenbezeichnung „Gesundheit mit der Apotheke“ erscheinen Patienten-Ratgeber für Apothekenkunden.
Im Verlagsprogramm sind die pharmazeutischen Standardwerke Deutscher Arzneimittel-Codex und Neues Rezeptur-Formularium (DAC/NRF) sowie das zweibändige Standardwerk zur Pharmaziegeschichte Geschichte der Pharmazie von Rudolf Schmitz   erschienen.
Der Vertrieb erfolgt in erster Linie über die eigene Versandbuchhandlung mit Onlineshop, über die auch Produkte anderer Verlage mit den Schwerpunkten Pharmazie und Medizin bezogen werden können.

## Verlagsgeschichte
Am 9. April 1949 wurde der Govi-Verlag von Dr. Hans Meyer und Josef von Fisenne gegründet. Die ABDA – Bundesvereinigung Deutscher Apothekerverbände, an deren Aufbau beide maßgeblich beteiligt waren, sollte durch einen eigenen Verlag und eine dazugehörige Zeitung unterstützt werden. Der Verlag ist seit 1953 eine 100-prozentige Tochtergesellschaft der ABDA. Woher der ungewöhnliche Name „Govi“ genau kommt, kann heute leider keiner mehr mit Bestimmtheit sagen. Vermutlich leitet sich „Govi“ aus dem zweiten Familiennamen der Fisennes ab. Diese führten seit dem Ende des 15. Jahrhunderts den Beinamen „de Gouvy“. Gouvy und Fisenne sind überdies die Namen zweier Ortschaften in den belgischen Ardennen.
Am 1. Juli 2016 wurde der Govi-Verlag mit der Werbe- und Vertriebsgesellschaft Deutscher Apotheker mbH (WuV) sowie den Geschäftsbereichen IT/EDV und technische Dienste der VGDA – Verwaltungsgesellschaft Deutscher Apotheker mbH zur Avoxa – Mediengruppe Deutscher Apotheker GmbH zusammengeführt.